# 明尼蘇達州第八國會選區
明尼蘇達州第八國會選區（英語：Minnesota's 8th congressional district）是美国明尼蘇達州八個國會選區之一，現任眾議員為共和黨的皮特·史陶伯。